# Lamzoussi
Lamzoussi est une commune rurale située dans le département de Nobéré de la province du Zoundwéogo dans la région Centre-Sud au Burkina Faso.

## Santé et éducation
Le centre de soins le plus proche de Lamzoussi est le centre de santé et de promotion sociale (CSPS) de Nobéré tandis que le centre médical (CMA) le plus proche se trouve à Manga.
Le village possède un centre permanent d'alphabétisation et de formation (CPAF).